# Paracyatholaimus truncatus
Paracyatholaimus truncatus är en rundmaskart som först beskrevs av Nathan Augustus Cobb 1914.  Paracyatholaimus truncatus ingår i släktet Paracyatholaimus och familjen Cyatholaimidae. Inga underarter finns listade i Catalogue of Life.